# モスクワ包囲戦 (1238年)
本項は、1238年1月15日から20日にかけて行われた、モスクワをめぐるウラジーミル大公国軍とモンゴル帝国軍の戦闘についてまとめたものである。これはバトゥの指揮するモンゴルのルーシ侵攻の一部である。

## 前史
1237年末、ルーシに侵入したモンゴル帝国軍は、まずリャザン公国領に接触すると、リャザン公国軍を撃破し、首都のリャザンを陥落させた（ヴォロネジ川の戦い、リャザン包囲戦）。北上し、コロムナの戦い(ru)でウラジーミル大公国の発した救援軍をも破ったモンゴル帝国軍は、凍結したモスクワ川沿いにモスクワへ迫った。

## 戦闘
1238年1月15日ごろ、バトゥの率いるモンゴル帝国軍はモスクワを包囲した。『集史』の編者ラシードゥッディーンによれば、わずか5日間の包囲戦で、モンゴル帝国軍はモスクワを陥落させたとされる。モスクワ公ウラジーミル(ru)は捕縛され、軍司令官フィリップ(ru)は戦死した。モスクワは略奪と火災に見舞われた。なお、ノヴゴロドの年代記によれば、当時のモスクワは、要塞化されてはいたが村落規模の居住地であり、地方の小都市に過ぎなかった。

## その後
モンゴル帝国軍はウラジーミル大公国の首都ウラジーミルへと軍を進めると、捕縛したモスクワ公ウラジーミルを見せしめに殺害した。そして首都ウラジーミルを包囲し、2月上旬にこれを陥落させた。残ったウラジーミル大公国軍は3月上旬にもシチ川付近で撃破され（シチ川の戦い）、モンゴル帝国への抵抗力を失った。